# NGC 5348
NGC 5348 est une galaxie spirale barrée vue par la tranche et située dans la constellation de la Vierge. Sa vitesse par rapport au fond diffus cosmologique est de 1 726 ± 20 km/s, ce qui correspond à une distance de Hubble de 25,5 ± 1,8 Mpc (∼83,2 millions d'al). NGC 5348 a été découverte par l'astronome irlandais Lawrence Parsons en 1877.
La classe de luminosité de NGC 5348 est II-III et elle présente une large raie HI. Elle renferme également des régions d'hydrogène ionisé.
À ce jour, 18 mesures non basées sur le décalage vers le rouge (redshift) ont été réalisées. La distance obtenue de ces mesures est égale à 17,889 ± 4,561 Mpc (∼58,3 millions d'al), ce qui est légèrement à l'extérieur des valeurs de la distance de Hubble. Notons cependant que c'est avec la valeur moyenne des mesures indépendantes, lorsqu'elles existent, que la base de données NASA/IPAC calcule le diamètre d'une galaxie et qu'en conséquence le diamètre de NGC 5348 pourrait être d'environ 26,6 kpc (∼86 800 al) si on utilisait la distance de Hubble pour le calculer.

## Groupe de NGC 5364
Selon A.M. Garcia, la galaxie NGC 5348 fait partie du groupe de NGC 5364. Ce groupe de galaxies compte au moins sept membres. Les autres galaxies du groupe sont NGC 5300, NGC 5338, NGC 5356, NGC 5360, NGC 5363 et NGC 5364.
Sur le site « Un Atlas de l'Univers », Richard Powell mentionne aussi le groupe de NGC 5364, mais la galaxie NGC 5338 n'y figure pas.
Abraham Mahtessian mentionne aussi ce groupe, mais les galaxies NGC 5300 et NGC 5360 n'y figurent pas.
Le groupe de NGC 5364 fait partie de l'amas de la Vierge III, un des amas du superamas de la Vierge